# L'arche part à 8 heures

L'arche part à 8 heures (An der Arche um acht) est une pièce de théâtre contemporaine d'Ulrich Hub, auteur allemand plusieurs fois primé pour son travail. Elle a été publiée en 2006.
L'auteur revisite le mythe de l'arche de Noé pour nous conter une fable drôle, spirituelle, désarmante... car cette comédie philosophique raconte l'histoire de trois amis inséparables confrontés au Déluge et à la question que ce dernier soulève au travers de l'opération de sauvetage organisée par Noé : deux seulement pourront être sauvés. Quelle sera leur réaction face au danger, à l'interdit, à la colère divine?... l'éventualité de faire monter un passager clandestin à bord de l'Arche est-elle envisageable ? comment le faire embarquer et le soustraire à la vigilance de la colombe chargée de veiller sur l'Arche et ses passagers ? Ces 40 jours de traversée du Déluge, malgré l'esprit facétieux qui s'en dégage, conservent tout du voyage initiatique...

## Écriture
Les ressorts de la pièce sont ceux du théâtre de boulevard, notamment le comique de situation et le décalage des personnages (trois pingouins) qui permettent d'aborder ici des sujets profonds (l'amitié, la solidarité, la fraternité, la fidélité, l'existence de Dieu...) avec une légèreté et une distance qui rendent le propos très efficace.
Les forces essentielles de ce texte résident dans la simplicité de son écriture et les différents niveaux de lecture qui le rendent abordable à un public très large. Il s'agit de littérature populaire au meilleur sens du terme, en tendant vers l'universalisme.

## Adaptations
Créée par de nombreux théâtres allemands dès la première année, la pièce a ensuite donné lieu à une adaptation radiophonique, immédiatement saluée par la critique et primée.
De ce travail de réécriture, Ulrich Hub a tiré un roman jeunesse illustré par Jörg Mühle.

## Traductions françaises
Le roman jeunesse a été traduit en français par Emmanuelle Sandron en 2008 (éditions Alice jeunesse). Il a reçu le prix Sorcières 2009 (romans 9-12 ans) et le Prix Tam Tam 2008
La pièce de théâtre, l'œuvre originale, a été traduite en français par Micha Herzog en 2010.
Le texte est en cours d'édition et L'Arche éditeur en est l'agent théâtral.